# Frédéric Veseli
Frédéric „Freddie“ Veseli (* 20. listopadu 1992, Renens, Švýcarsko) je švýcarsko-albánský fotbalový obránce, od roku 2015 hráč klubu FC Lugano.
V mládežnických kategoriích reprezentoval Švýcarsko, na seniorské úrovni reprezentuje Albánii.

## Klubová kariéra
- FC Renens (mládež)
- FC Lausanne-Sport (mládež)
- Manchester City FC (mládež)
- Manchester City FC 2010–2012
- Manchester United FC 2012–2013
- Ipswich Town FC 2013–2015
- →  Bury FC (hostování) 2014
- →  Port Vale FC (hostování) 2014
- Port Vale FC 2015
- FC Lugano 2015–

## Reprezentační kariéra

### Švýcarsko
Frédéric Veseli nastupoval za švýcarské mládežnické reprezentace včetně U21.

### Albánie
V A-mužstvu Albánie debutoval 13. 11. 2015 v přátelském utkání v Prištině proti reprezentaci Kosova (remíza 2:2).
Italský trenér albánského národního týmu Gianni De Biasi jej vzal na EURO 2016 ve Francii. Na evropský šampionát se Albánie kvalifikovala poprvé v historii.